# Lo Ka Chun

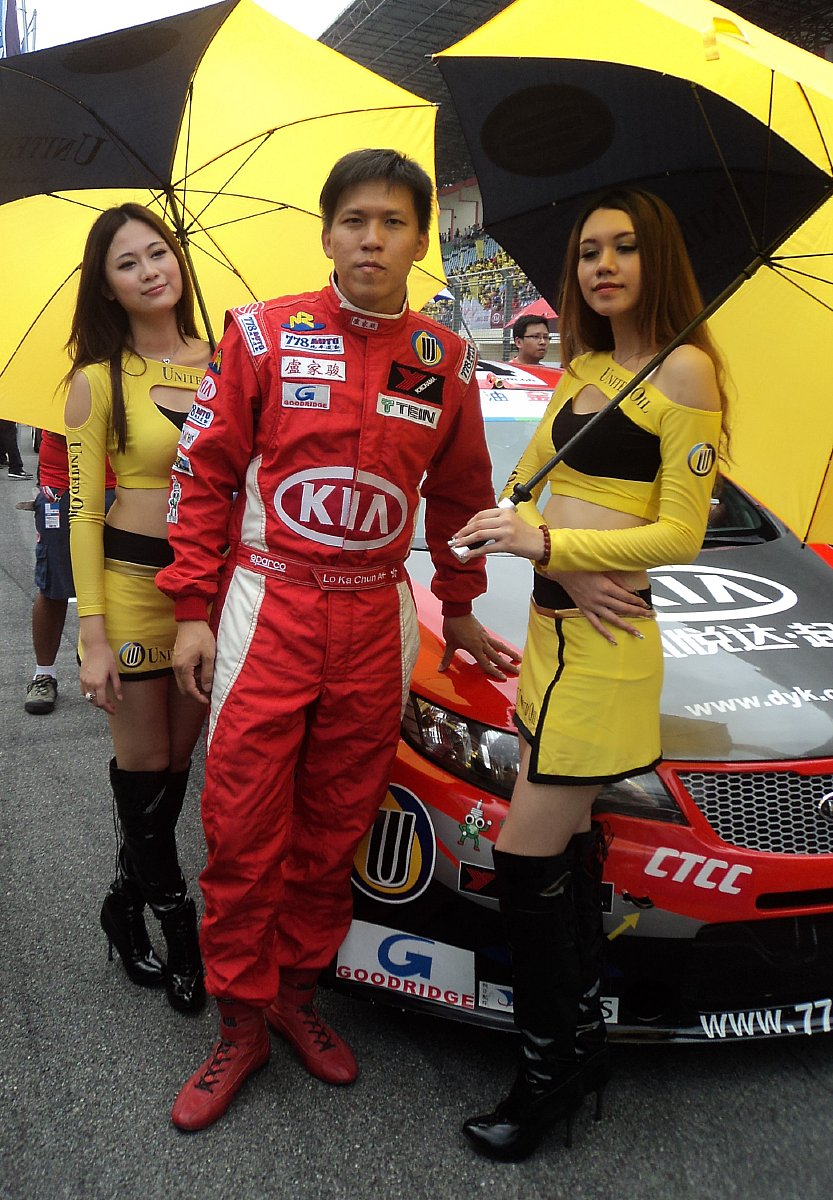
Lo Ka Chun in 2012.

Lo Ka Chun (Chinees: 盧家駿, Hongkong, 11 november 1977) is een autocoureur uit Hongkong.

## Carrière
Sinds 1999 neemt Lo deel aan het Asian Touring Car Championship, het Chinese Touring Car Championship en het Hong Kong Touring Car Championship. Het ATCC won hij tussen 1999 en 2004 viermaal, het CTCC won hij in 2006 en het HKTCC in 2009. Ook won hij de Macau Cup tussen 2001 en 2004.
In 2011 maakte Lo zijn debuut in het World Touring Car Championship. Voor het team 778 Auto Sport nam hij in een Peugeot 308 deel aan het raceweekend op het Circuito da Guia. Echter kwam zijn auto niet door de technische keuring en mocht hij de races niet starten.